# Sphex atropilosus
Sphex atropilosus är en biart som beskrevs av Kohl 1885. Sphex atropilosus ingår i släktet Sphex och familjen grävsteklar. Inga underarter finns listade i Catalogue of Life.